# Фотий I Константинополски
Фотий I Константинополски (на гръцки: Φώτιος Α´) е виден византийски богослов, Константинополски патриарх (857 – 867 и 877 – 886), енциклопедист и ритор от IХ век. Считан за най-влиятелния патриарх на константинополския престол след Йоан Златоуст. Светец на Православната църква под името Фотий, патриарх Цариградски. Изиграва централна роля в покръстването на славяните и мисиите на Кирил и Методий. Основна фигура в спора относно „филиокве“ с Римския папски престол, станал век по-късно една от основните причини за схизмата между Източната и Западната църква.

## Биография
По произход е арменец. Семейството му се придържа към Халкидонския символ на вярата.
Фотий е първият, който обвинява Западната църква в ерес заради добавката „и от Сина“ (филиокве), направена в Никео-цариградския символ на вярата, макар по това време тя все още да не е официално приета в Рим. Фотий предприема и остра политическа полемика на богословска тематика срещу стремежа на Римския престол да наложи тотално първенство на папата. Анатемосва папа Николай I, който в отговор анатемосва него. Така започва разривът между Западната и Източната църква, довел през 1054 г. и до Великата схизма.
В първия период, когато Фотий е патриарх на Константинопол, той изпраща с покръстителска мисия братята Константин-Кирил и Методий в Моравия. Фотий е основна фигура и в приемането на християнството на княз Борис I от византийския император Михаил III. През 866 г. Фотий отправя специално послание до Борис I, чийто текст е запазен и е публикуван многократно.
Фотий е бил високо образован интелектуалец, който преди да стане патриарх се занимава с книжовна и преподавателска дейност. Съставя енциклопедическото съчинение „Библиотека  “, в което описва четените от него антични и апокрифни книги, много от които сега не съществуват. Той е един от предприелите покръстване на българите, учител е на св. Кирил. След завръщането си в Константинопол от заточение ок. 874 г. става възпитател на бъдещия византийски император Лъв VI Философ. Не е изключено към кръга от негови близки ученици да е принадлежал и бъдещият български владетел Симеон Велики.
Фотий е канонизиран за светец от Православната църква. Паметта му се чества на 6 февруари.

## Издания
- Mango, C. The Homilies of Photius. Cambridge, 1958.
- Св. патриарх Фотий. Избранные трактаты из „Амфилохий“. Перевод, составление, статья Д. Е. Афиногенова. М., 2002 (Святоотеческая письменность).
- Leserri, V. L'epistola del patriarca Fozio al papa Niccolò I. – Augustinianum, 45, 2005, № 1, 259 – 263.
- Василик, В. В. Десятая гомилия патриарха Фотия. – Studia Slavica et Balcanica Petropolitana. Петербургские славянские и балканские исследования, 2009, № 1 – 2, 185 – 194.
- БЪЛГАРСКИ СТАРИНИ КНИГА V ПОСЛАНИЕТО НА ЦАРИГРАДСКИЯ ПАТРИАРХЪ ФОТИЯ до БЪЛГАРСКИЯ КНЯЗЪ БОРИСА ИЗДАВА БЪЛГАРСКАТА АКАДЕМИЯ НА НАУКИТЕ [2]

## Изследвания
- Пиер (Л’Юлийе), йером. Св. патриарх Фотий и християнското единство. – Духовна култура, 1958, № 2 и 3.
- Dvornik, F. The Photian Schism. History and Legend. Cambridge, 1948.
- Пиер (Л’Юлийе), архим. Свети Патриарх Фотий и България. – Духовна култура, 1966, № 3, 1 – 7.
- Theodoridis, Christos (Ed.). Photii Patriarchae Lexicon I [A-& D], II [E-M]. Vol. 1 – 2. Berlin und New York, 1982 – 1998.
- Каприев, Г. Византийската философия. Четири центъра на синтеза. С., 2001, 165 – 213.
- Тарнанидис, Й. Вселенският патриарх Фотий и славянският свят. – В: Пети достоитъ. Сборник в памет на Стефан Кожухаров. Съст. А. Милтенова. С., 2003, 398 – 414.
- Dorfmann-Lazarev, I. The apostolic foundation stone: the conception of orthodoxy in the controversy between Photius of Constantinople and Isaac surnamed Mrut. – In: Byzantine Orthodoxies: Papers from the Thirty-sixth Spring Symposium of Byzantine Studies, University of Durham, 23 – 25 март 2002. Ed. Andrew Louth and Augustine Casiday. Aldershot, 2006 (Publications of the Society for the Promotion of Byzantine Studies),
- Колев, Сл. Патриарх Фотий.
- Афиногенов, Д. Е. Учението на патриарх Фотий за свещените изображения. – Архив за средновековна философия и култура, 14, 2008,
- Alexopoulos, Th. Der Ausgang des thearchischen Geistes. Eine Untersuchung der Filioque-Frage anhand Photios’ »Mystagogie«, Konstantin Melitiniotes’ »Zwei Antirrhetici« und Augustins »De Trinitate«. Göttingen, 2009.